# Klasztor krzyżaków w Wiedniu
Klasztor krzyżaków w Wiedniu (niem. Deutschordenshaus in Wien) – rzymskokatolicki klasztor krzyżacki w Wiedniu, w Austrii.
Klasztor należy do Baliwatu Austrii i Południowego Tyrolu Zakonu Szpitala Najświętszej Marii Panny Domu Niemieckiego w Jerozolimie. Jest siedzibą wielkiego mistrza zakonu krzyżackiego oraz baliwatu. Przy klasztorze mieści się kościół św. Elżbiety z Turyngii.
W budynku klasztoru mieszczą się ponadto skarbiec, centralne archiwum zakonne i dom gościnny.

## Lokalizacja
Klasztor znajduje się przy Singerstraße, na wiedeńskim Śródmieściu, w pobliżu katedry św. Szczepana.
W administracji kościelnej klasztor położony jest na obszarze parafii archikatedralnej św. Szczepana w Wiedniu, w dekanacie miejskim 1, w archidiecezji wiedeńskiej.

## Historia
Klasztor krzyżaków w Wiedniu został założony ok. 1204/6 i od początku był siedzibą komtura krajowego baliwatu austriackiego.
Od 1667, za rządów landkomtura Gottfrieda Freiherra von Lamberta, sukcesywnie rozebrano zniszczone budynki klasztorne, z wyjątkiem kościoła św. Elżbiety, a na ich miejscu Carlo Canevale wzniósł nowy, trzypiętrowy kompleks klasztorny, rozbudowany w latach 1679-1682 przez Canevalego i Johanna Bernharda Ceresole i ponownie w latach 1720-1725 przez Antona Erharda Martinelliego. W 1785 dodano czwarte piętro.
W 1809, za rządów wielkiego mistrza Antoniego Wiktora Habsburga, przeniesiono tu z Bad Mergentheim siedzibę wielkiego mistrza zakonu krzyżackiego, którą klasztor pozostaje do dziś, będąc jedną z nielicznych siedzib przełożonego generalnego katolickiego zgromadzenia zakonnego, mieszczącą się poza Rzymem.
W 1929 zakon zrezygnował z charakteru rycerskiego, przekształcając się w zakon czysto duchowy.

## Architektura
Klasztor stanowi kompleks budynków zgrupowanych wokół dwóch dziedzińców. Fasada w stylu barokowym. W pomieszczeniach na parterze dominują wczesnobarokowe sklepienia kolebkowe i krzyżowe. Na parterze znajduje się sala terrena - bogato zdobiona freskami z końca XVIII w., ukazującymi figuralną ornamentykę i sceny mitologiczne.
Na pierwszym piętrze znajduje się biblioteka i archiwum zakonu z najstarszymi pozycjami pochodzącymi z XII w. Niektóre pomieszczenia mają sufity ze sztukaterią w stylu rokokowym i neoklasycystycznym. Na drugim piętrze znajduje się skarbiec m.in. z insygniami zakonnymi.

plan klasztoru
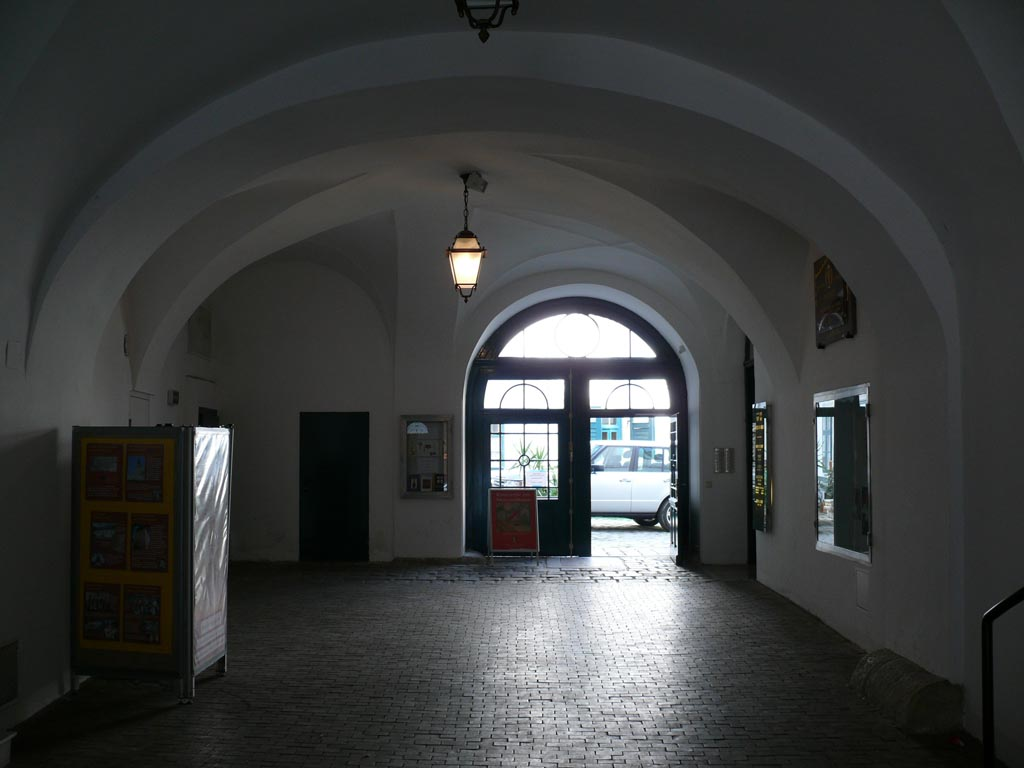
brama wejściowa
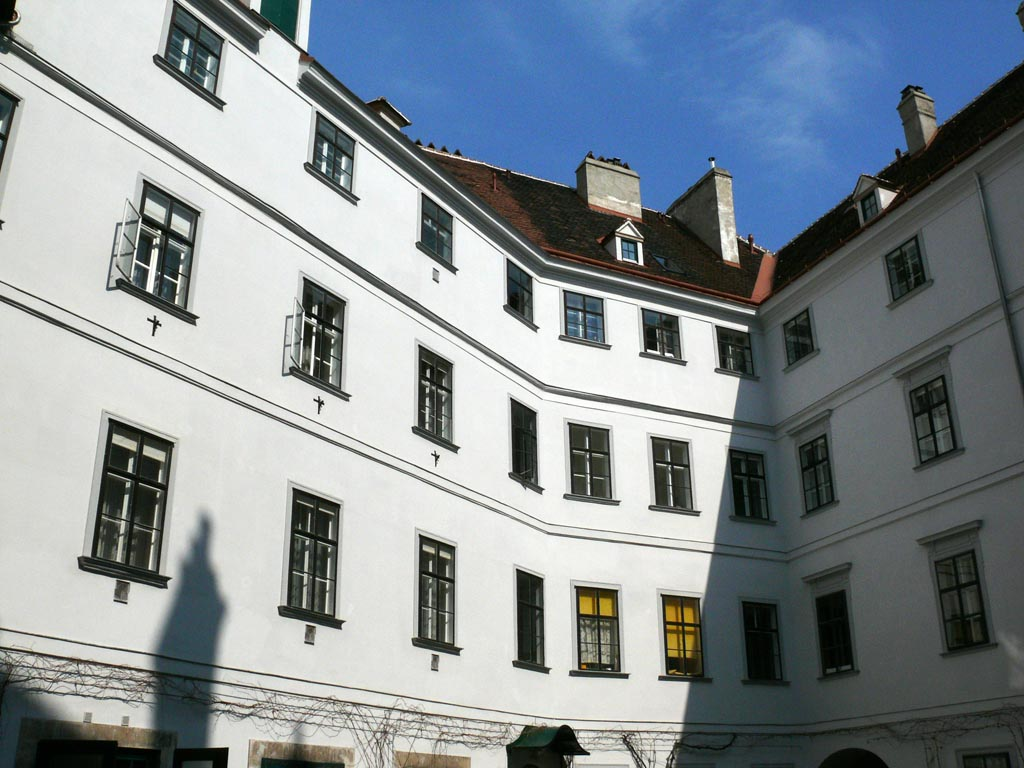
fasada, widok od strony dziedzińca
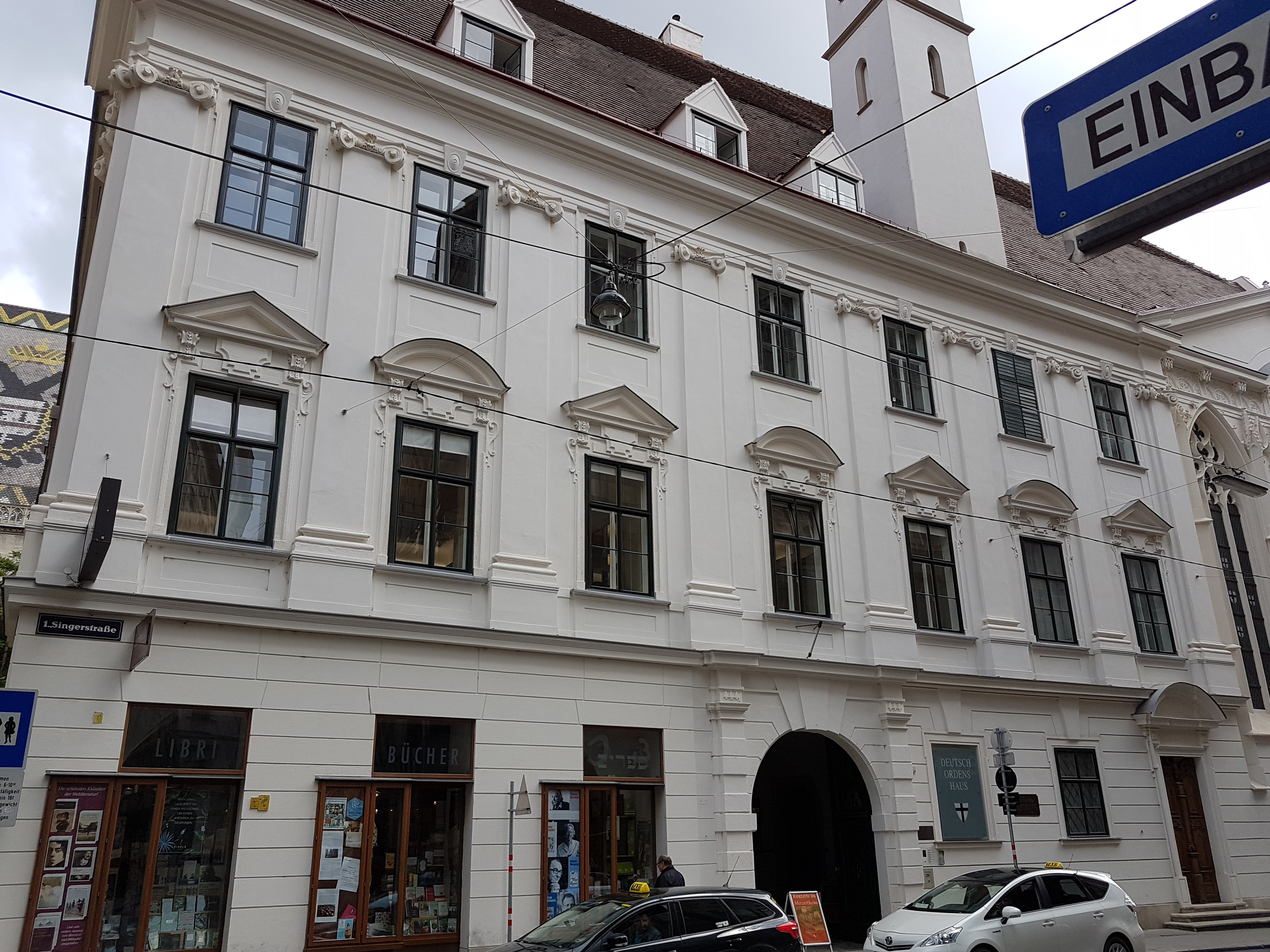
fasada, widok od strony ulicy
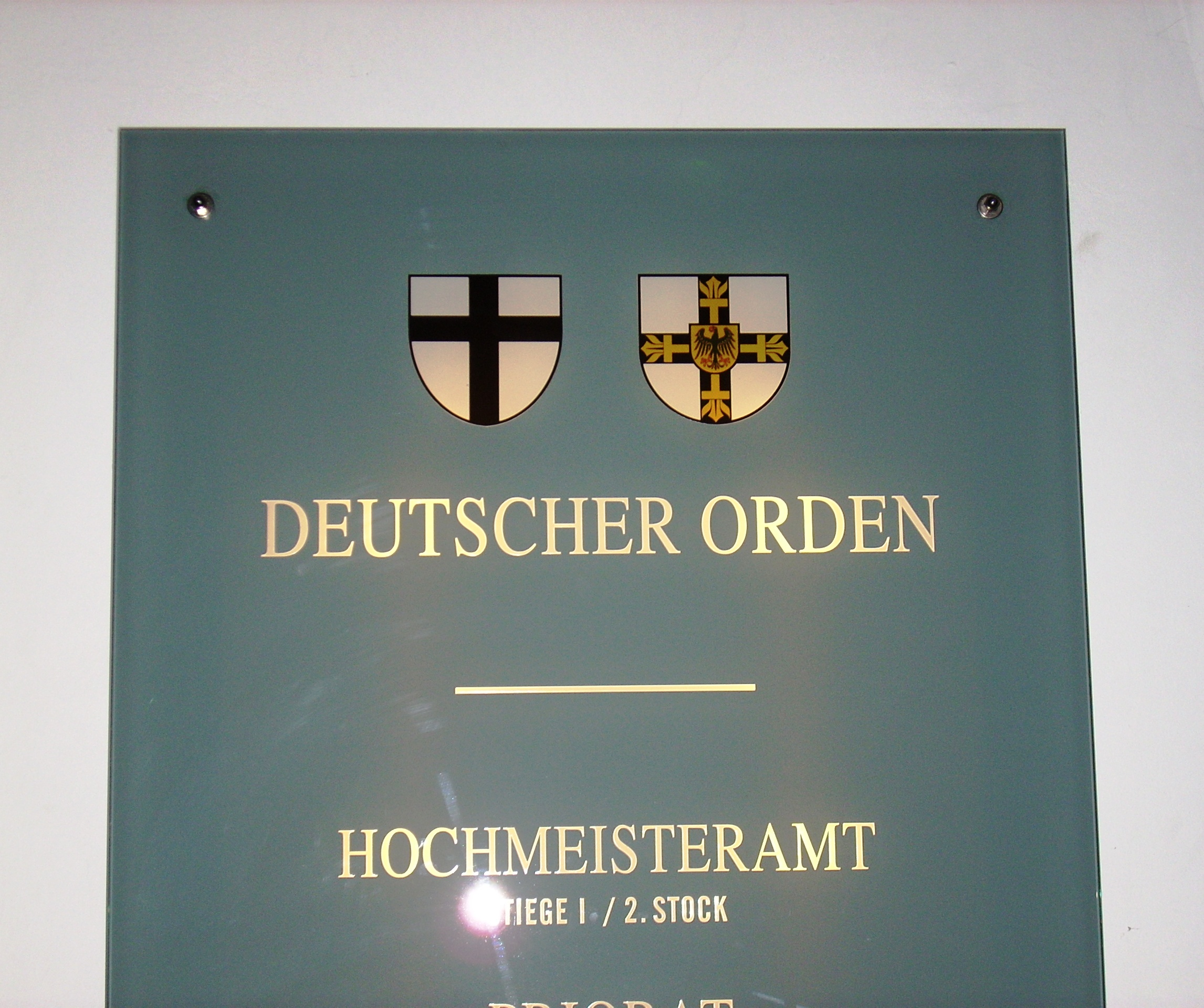
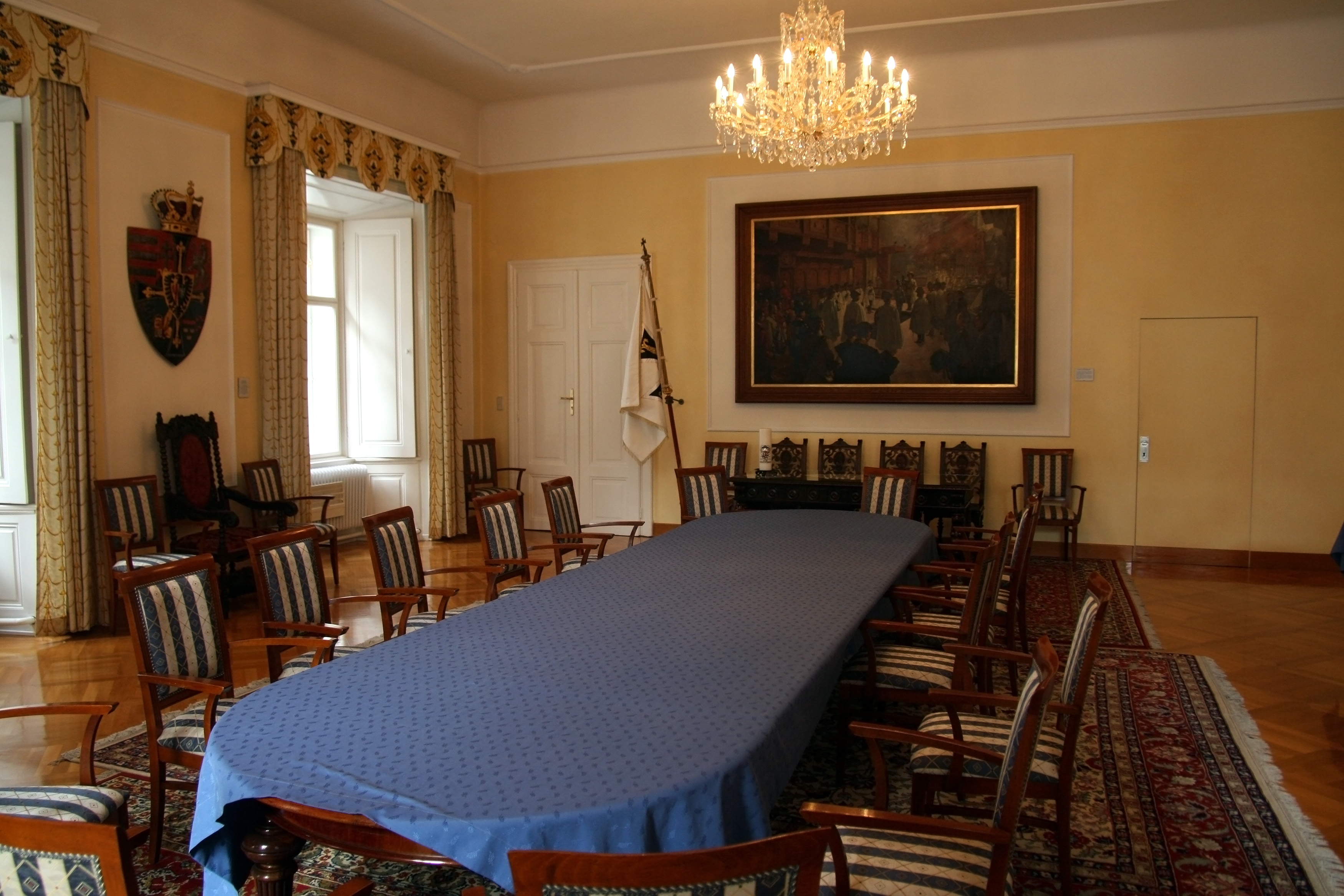
Sala zgromadzeń, tzw. Sala Rycerska
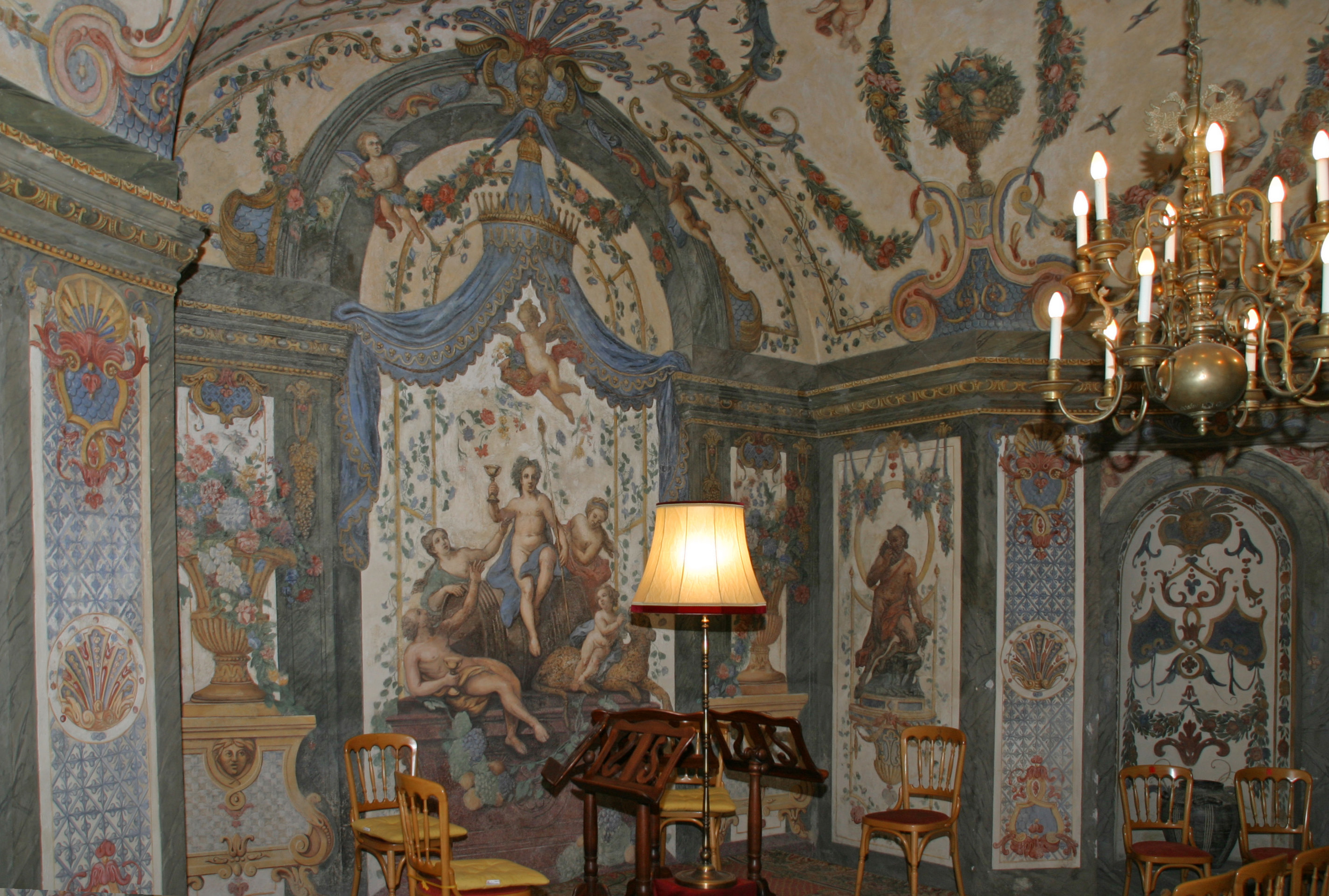
sala terrena